# José Manuel Durão Barroso
Este nombre sigue la onomástica portuguesa. El apellido materno es Durão y el apellido paterno es Barroso.
José Manuel Durão Barroso (Lisboa, 23 de marzo de 1956) es un profesor universitario y político portugués, actual presidente de Goldman Sachs International. Fue presidente de la Comisión Europea desde el 22 de noviembre de 2004 hasta el 31 de octubre de 2014 y primer ministro de Portugal del 6 de abril de 2002 al 17 de julio de 2004. Está casado y tiene tres hijos.

## Formación e inicio de su carrera
Durão Barroso se licenció en Derecho en la Universidad de Lisboa, estudió Ciencias Económicas y Sociales en la Universidad de Ginebra y fue profesor ayudante en la Facultad de Derecho en Georgetown. De regreso a Lisboa, fue nombrado director del departamento de Relaciones Internacionales de la Universidad Lusíada.

## Trayectoria política
En los años 1970, antes de la Revolución de los Claveles del 25 de abril de 1974, siendo estudiante adoptó la ideología maoísta. Barroso formó parte del PCTP/MRPP, partido del que fue expulsado por el robo de un camión de muebles de la Facultad de Derecho durante la Revolución de los Claveles, y pasó a afiliarse en diciembre de 1980 al Partido Social Demócrata (PSD) portugués, del que llegaría a ser líder y en el que continúa hasta el día de hoy.
Durante los gobiernos de Aníbal Cavaco Silva, desempeñó los siguientes puestos:
- Subsecretario de Estado en el Ministerio de Interior (1985-1987)
- Secretario de Estado de Asuntos Externos (1987-1992)
- Ministro de Asuntos Exteriores (1992-1995)

En 1995, Barroso fue elegido diputado en el Parlamento portugués. Cuatro años más tarde, sería designado presidente del PSD y, por lo tanto, líder de la oposición.

### Gobierno
Fue nombrado primer ministro portugués el 6 de abril de 2002 al ganar las elecciones celebradas poco antes. Su política se vio marcada por el conservadurismo económico y por el apoyo a la Guerra de Irak.

### Comisión Europea

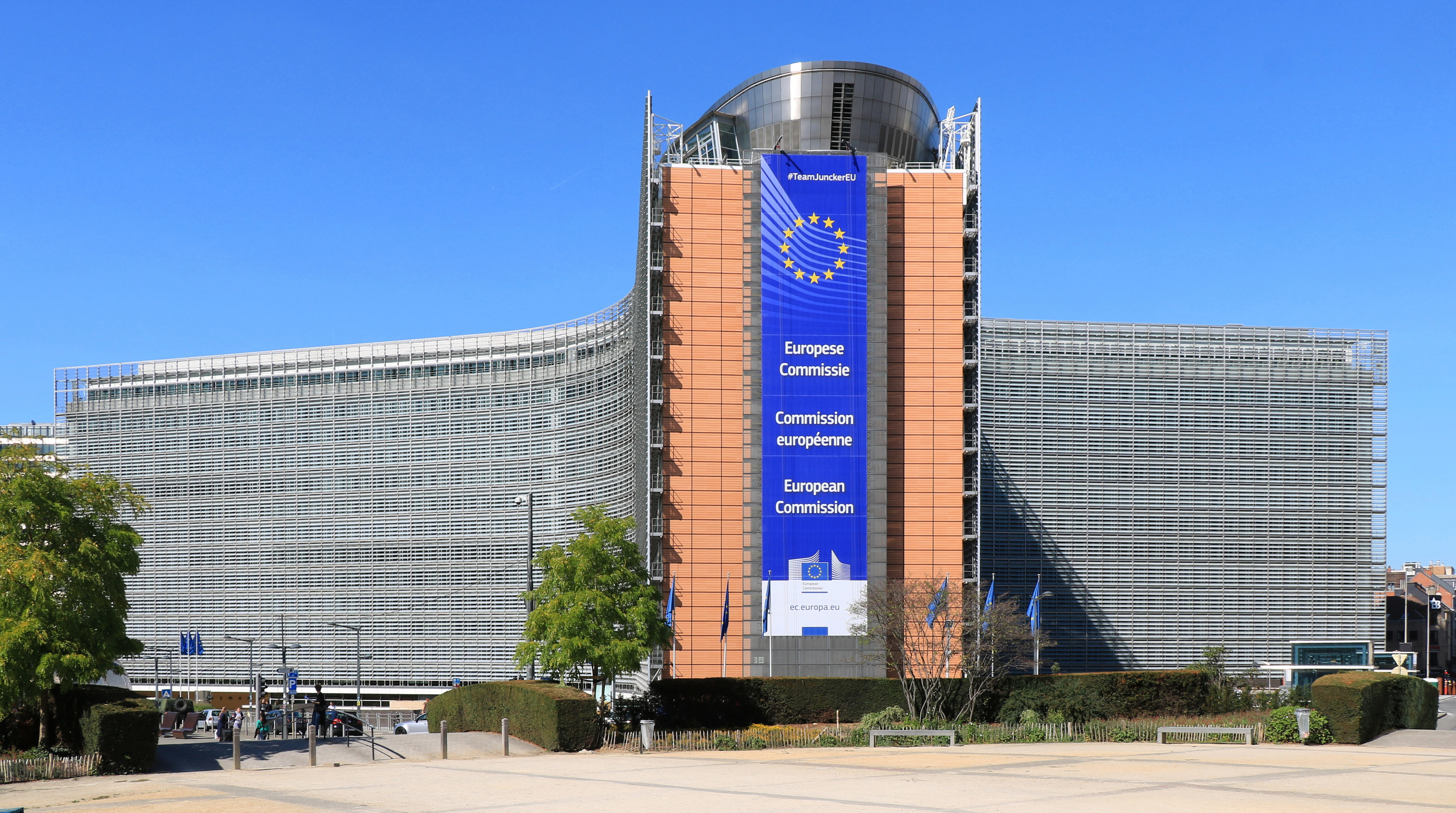
Edificio Berlaymont, sede de la Comisión Europea.

El 29 de junio de 2004, Barroso dimitió como primer ministro de Portugal al ser elegido por el Consejo Europeo para presidir la Comisión Europea, cargo en el que sucedió al italiano Romano Prodi, siendo reelegido el 16 de septiembre de 1999 para un periodo adicional de 5 años.
La elección de la Comisión liderada por Barroso no estuvo exenta de polémica.[cita requerida] En la primera propuesta que se presentó al Parlamento Europeo, el comisario de Justicia y vicepresidente era Rocco Buttiglione. Ante la evidencia de que, por diversos motivos, el Parlamento no iba a aceptar la Comisión, Barroso realizó una serie de cambios.[¿cuál?]
Tras reemplazar a Rocco Buttiglione por Franco Frattini y a Ingrida Udre por Andris Piebalgs, se presentó definitivamente la Comisión ante el Parlamento y fue aprobada.
En julio de 2014 Jean-Claude Juncker fue elegido nuevo Presidente de la Comisión Europea, su mandato comenzó el 1 de noviembre de 2014.

## Otras actividades
En julio de 2016, Barroso fue nombrado presidente no ejecutivo de Goldman Sachs International (GSI) con sede en Londres, la mayor filial del banco. También será consejero del banco.
Además, Barroso ha ejercido los siguientes cargos (remunerados y no remunerados):
- Bilderberg Meetings, miembro del Comité Directivo[9] (desde 2014)
- European Business Summit (EBS), Presidente Honorífico del Comité Honorífico (desde 2014)
- UEFA Foundation for Children, miembro del consejo de administración[10] (desde 2014)

## Honores, premios y condecoraciones
José Manuel Barroso ha recibido gran cantidad de distinciones y premios a lo largo de su carrera.

### Condecoraciones: Medallas e Insignias
- Orden «Stara Planina» de 1.ª clase, Bulgaria, marzo de 2008.
- Orden de la Cruz de Terra Mariana, Primera clase, Tallin, febrero de 2009.
- Caballero gran cruz de la Orden de Vytautas el Grande, Vilnius, junio de 2009.
- Medalla y la Insigna de Oro del Real instituto de Estudios Europeos, Real Instituto de Estudios Europeos Madrid, marzo de 2009;
- Medalla de ciudadano honorario y Medalla de Oro del Parlamento Helénico, Atenas, abril de 2009;
- Medalla de Honor y Beneficencia de la ciudad de Atenas, Atenas, abril de 2009;
- Caballero gran cruz de la Orden de Carlos III (14/11/2001).[12]
- Caballero gran cruz de la Orden del Mérito Civil.
- Premio Carlos V de la Fundación Europea de Yuste (Cáceres), enero de 2014

### Miembro Honorario
- Miembro Honorario de la Fundación Internacional Raoul Wallenberg.
- Miembro honorario de la Academia Portuguesa da História, Lisboa, marzo de 2008;

### Honoris causa
José Manuel Barroso ha sido distinguido con diversos títulos honoris causa.

#### Doctorhonoris causa
- Universidad Cãndido Mendes, Río de Janeiro, junio de 2006, en Ciencias Sociales y Humanas.
- Universidad de Edimburgo, noviembre de 2006, en ciencias. Por su papel como primer ministro de Portugal y su trabajo en la Comisión Europea.
- Escuela de Estudios Superiores de Comercio (HEC), París, diciembre de 2006
- Warsaw School of Economics, Varsovia, noviembre de 2007
- Universidad Católica Pontificia de São Paulo, Brasil, marzo de 2008
- Universidad de Liverpool, julio de 2008, en Derecho.
- Universidad «Nice Sophia Antipolis», Niza, noviembre de 2008
- Universidad Tomas Bata, Zlin, República Checa, abril de 2009.
- Universidad Politécnica de Chemnitz, Alemania, mayo de 2009.
- Universidad de Pittsburg, EE. UU., septiembre de 2009, en Asuntos Internacionales y Públicos.
- Universidad Estácio de Sá, Río de Janeiro, julio de 2010.
- Universidad de Łódź, Polonia, octubre de 2010.
- Universidad de Ginebra, octubre de 2010.
- Universidad de Bucarest, noviembre de 2010.
- Universidad Estatal de Bakú, Azerbaiyán, enero de 2011.
- Universidad LUISS Guido Carli, Roma, marzo de 2011
- Universidad de Gante, marzo de 2011.

#### Otros títuloshonoris causa
- Universidad Roger Williams, de Rhode Island, Estados Unidos, en 2005.
- Universidad de Georgetown, Washington D. C., 2006, en Humanidades.
- Universidad de Estudios de Génova, Italia, 2006, en Ciencias Políticas.
- Universidad de Kōbe, Japón, abril de 2006, en Derecho.
- Título académico de la EBAPE – FGV, Fundación Getulio Vargas, Río de Janeiro, agosto de 2007, por la destacada contribución y servicios a los estudios y prácticas administrativos.

## Otras informaciones
Durante la campaña electoral de 2002, en Portugal, su esposa, Margarida Uva, le dedicó el poema "Sigamos o Cherne" (trad.: Sigamos al mero), de Alexandre O'Neill, lo que le ha valido el apodo de "mero".
Fue el gobernante anfitrión de la Cumbre de las Azores previa a la invasión de Irak en 2003.